# 許鳳翔
許鳳翔，字尊荣，号恂堂，安徽廬江縣人，中國清朝官員。
許鳳翔為道光二十五年（1845年）乙巳恩科進士。於咸豐四年（1854年）接替姚鴻擔任台灣府台灣縣知縣。八年（1858年）任臺灣府海防兼南路理番同知。